# Tripos (Cambridge)

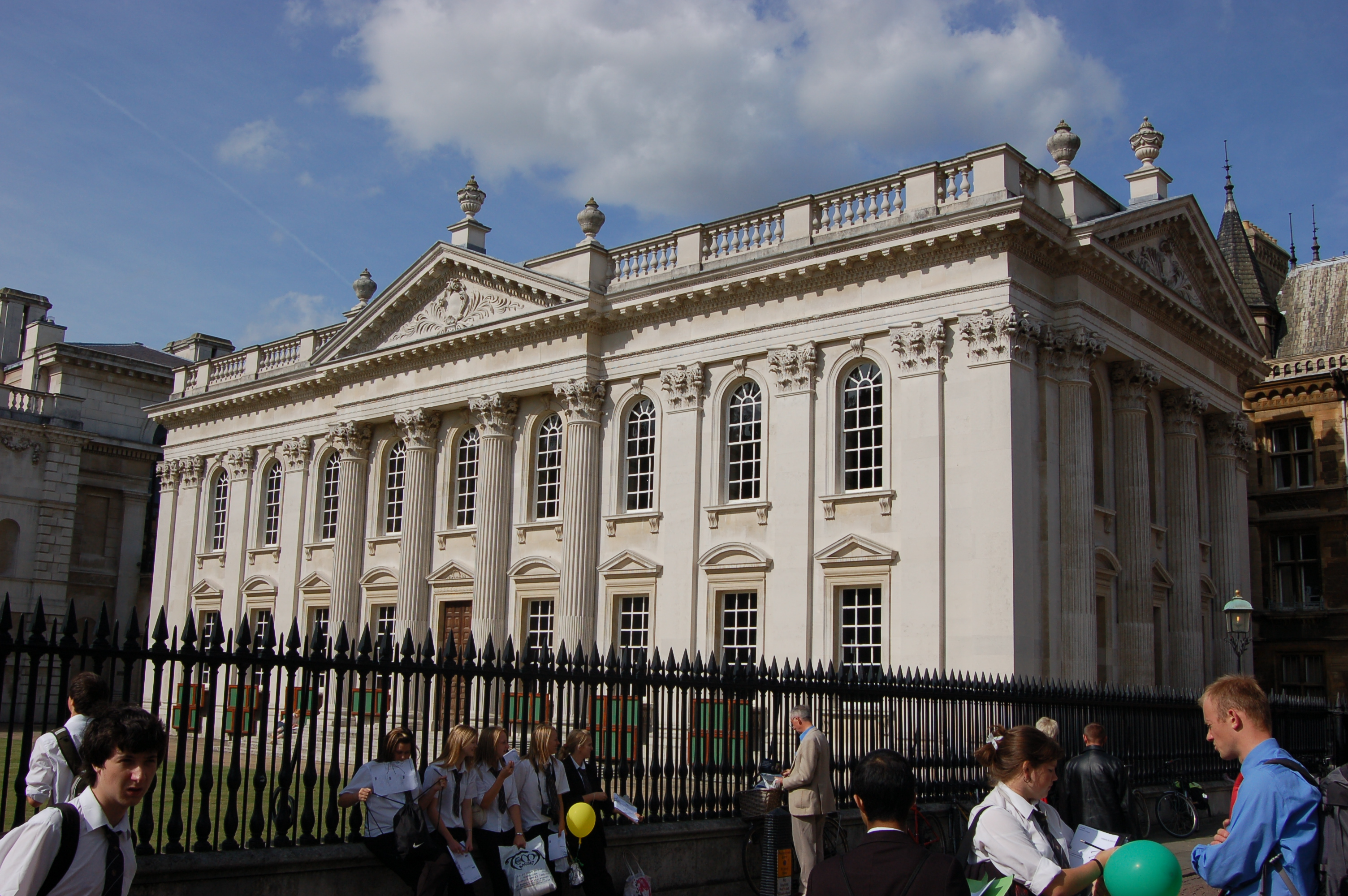
La cancellata della Senate House dell'Università di Cambridge, dove vengono affissi i risultati dei tripos.

All'Università di Cambridge, i tripos (pron.ˈtraɪpɒs) sono esami che gli studenti devono sostenere per accedere a un Bachelor's degree o un Master's degree, oppure corsi di studio che devono frequentare per prepararsi a tali esami.   
Per esempio, uno studente di matematica deve sostenere i Mathematical Tripos, mentre uno studente di letteratura inglese deve sostenere gli English Tripos.     
Nella maggior parte delle università dell'Inghilterra gli studenti seguono un unico corso di studio, diversamente dalle università di Stati Uniti, Canada, Australia e Scozia, dove si seguono corsi principali (majors) e secondari (minors). In pratica, tuttavia, molti titoli universitari sono di tipo interdisciplinare, per cui il sistema dei tripos adottato a Cambridge permette di cambiare successivamente la disciplina prescelta. In particolare, i Natural Sciences Tripos sono adatti per vari titoli di studio nel settore delle scienze.

## Etimologia
L'etimologia del nome è incerta, ma deriva probabilmente dallo sgabello a tre gambe (tripod stool) dove in passato stava seduto lo studente quando sosteneva gli esami orali. Secondo una leggenda apocrifa, lo studente riceveva una gamba dello sgabello dopo ciascuno dei tre anni di studio, e l'intero sgabello dopo la laurea.

## Storia
Inizialmente, l'unico modo di ottenere una laurea a Cambridge era di superare i Mathematical Tripos. Agli studenti che ottenevano votazioni molto basse in tali esami veniva assegnato il cucchiaio di legno. Nel 1772 furono proposte riforme, ma non vennero attuate per varie ragioni, tra cui la scarsa preparazione dei College minori. Alcuni altri tripos furono introdotti nel 1822, ma vi potevano accedere solo coloro che avevano superato i tripos di matematica oppure gli appartenenti a famiglie nobili. Tali restrizioni terminarono intorno al 1850, e negli anni 1860 furono introdotti i tripos in scienze umanistiche e scienze naturali.
I tripos dell'università di Cambridge sono i seguenti:
- Anglo-Saxon, Norse and Celtic Tripos
- Archaeology Tripos
- Architecture Tripos
- Asian and Middle Eastern Studies
- Chemical Engineering and Biotechnology Tripos
- Classical Tripos
- Computer Science Tripos
- Design Tripos
- Economics Tripos
- Education Tripos
- Engineering Tripos
- English Tripos
- Geographical Tripos
- Historical Tripos
- History and Modern Languages Tripos
- History and Politics Tripos
- History of Art Tripos
- Human, Social and Political Sciences Tripos
- Land Economy Tripos
- Law Tripos
- Linguistics Tripos
- Mathematic Tripos
- Medical Sciences Tripos
- Modern and Medieval Languages Tripos
- Music Tripos
- Natural Sciences Tripos
- Philosophy Tripos
- Psychological and Behavioural Sciences Tripos
- Theological and Religious Studies Tripos
- Veterinary Sciences Tripos